# Plot twist
Plot twist är en vanlig litterär teknik inom fiktion. Begreppet kommer från engelskan och kan direktöversättas som intrigtvinning eller intrigvändning. En plot twist innebär att en historias handling plötsligt tar en oväntad vändning och resulterar i något helt annat än det som läsaren, tittaren eller åskådaren förväntade sig. Metoden används i böcker såväl som på film och teater.

## Exempel
Scenen med citatet "jag är din pappa" från Star Wars är en av de mer kända exemplen på en plot twist i populärkultur. Ett äldre exempel på en historia med flera plot twists är Tusen och en natt, som skrevs på 900-talet.

## Förutsättningar
För att metoden ska fungera krävs generellt följande: Förändringen i historiens handling måste vara oväntad och måste ha sina rötter i redan rådande omständigheter.